# Lacaena
Lacaena es un género  de orquídeas. Es originario de Centroamérica. Comprende 4 especies descritas y de estas, solo 2 aceptadas.

## Descripción
Son orquídeas epífitas rizomatosas; con pseudobulbos densamente agrupados, cortos y engrosados, fuertemente estriados, apicalmente 2–4-foliados. Hojas plicadas; pecíolos presentes. Inflorescencia un racimo lateral emergiendo de la base del pseudobulbo, recurvada o péndula, las flores vistosas y carnosas; sépalos subiguales, patentes, el dorsal libre, los laterales formando un mentón corto con el pie de la columna; pétalos similares al sépalo dorsal pero más pequeños; labelo articulado con el pie de la columna, 3-lobado, los lobos laterales curvados hacia arriba, el lobo medio patente, reflexo; columna semiterete, levemente curvada hacia adentro, subclavada, angostamente alada hacia el ápice, con un pie corto en la base; la antera subterminal, operculada, incumbente, perfectamente 2-locular, polinias 2, ceráceos.

## Distribución
Son grandes orquídeas epifitas que se encuentran en Centroamérica desde México hasta Panamá.

## Taxonomía
El género fue descrito por John Lindley y publicado en Edwards's Botanical Register 29: Misc. 68. 1843. La especie tipo es: Lacaena bicolor

## Especies deLacaena
- Lacaena bicolor
- Lacaena spectabilis (Klotzsch) Rchb.f.